# Alex Kapp Horner
Alex Kapp Horner (nacida Alexandra Kapp; el 5 de diciembre de 1969) es una actriz estadounidense cuyo papel más notable fue como Lindsay en la sitcom de CBS The New Adventures of Old Christine.

## Vida personal
Horner creció en Nueva York y se graduó de Universidad de Darmouth con un título en historia.
Actualmente vive en Los Ángeles con su esposo, Christian, sus dos hijas y su perro, Clementine.

## Carrera
Comenzó su carrera en Los Ángeles como miembro de la compañía de comedia The Groundlings. Algunos de sus créditos en televisión incluyen apariciones en ER, Friends, Party of Five, JAG, Seinfeld y Will & Grace.
Antes de su carrera como actriz, Alex Kapp adquirió notoriedad por ser la novia de Robert Chamber en el momento del escándalo de asesinato en 1986.